# Alison Lundergan Grimes
Alison Lundergan Grimes, née le 23 novembre 1978, est une femme politique américaine, et est secrétaire d'État du Kentucky (en) entre le 2 janvier 2012 et 6 janvier 2020.